# San Vincenzo Valle Roveto
San Vincenzo Valle Roveto är en ort och kommun i provinsen L'Aquila i regionen Abruzzo i Italien. Kommunen hade 2 266 invånare (2018).